# Parafia św. Andrzeja Apostoła w Bartoszycach
Parafia Świętego Andrzeja Apostoła w Bartoszycach – parafia greckokatolicka w Bartoszycach, w dekanacie olsztyńskim eparchii olsztyńsko-gdańskiej. Założona w 1982. Mieści się przy ulicy Poniatowskiego.